# José Antônio Pagola
José Antônio Pagola é um sacerdote católico, nascido em 1937, em Añorga (Guipúzcoa - província do País Basco, localizada no Norte da Espanha).
Estudou Teologia e Ciências Bíblicas na Pontifícia Universidade Gregoriana em Roma, no Instituto Bíblico Romano e na École Biblique de Jerusalém. Foi vigário-geral da Diocese de San Sebastián, na época comandada por Dom José María Setién, e diretor do Instituto de Pastoral Guipuzcoano, na época que a Diocese de San Sebastián passou a ser comandada por Dom José Ignacio Munilla. Foi o autor de cerca de 20 livros, entre eles: Salmos para rezar a partir da vida (2004) e Jesus diante da mulher (2006). 
Sua obra mais controversa foi: "Jesús. Aproximación histórica".
As primeiras críticas contra a obra de Pagola foram feitas por meio Dom Demetrio Fernández, que na época era o Bispo de Tarazona e membro da Comissão Episcopal para a Doutrina da Fé na Espanha, por meio de um artigo publicado no Natal de 2007.
As críticas fizeram com que a obra contasse com alterações em sua nona edição.
Apesar das alterações, a obra foi objeto de uma Nota Doutrinal publicada pela Comissão para a Doutrina da Fé da Conferência Episcopal da Espanha, publicada em junho de 2008, que apontava três deficiências "principais" na referida obra:
1. "a ruptura que, de fato, se estabelece entre a fé e a história";
2. "a desconfiança em relação à historicidade dos evangelhos"; e
3. "facilitar a leitura da história de Jesus a partir de pressupostos que acabam tergiversando-a".

Além disso, a referida Nota também afirmava que a obra apresentaria de Jesus como um mero profeta, negaria a sua consciência filial divina e o sentido redentor dado por Jesus à sua morte.. 
Em decorrência de tais críticas, a editora responsável pela publicação decidiu pedir às livrarias que interrompessem a venda da obra no mercado espanhol .
Por outro lado, 252 padres e religiosos da Diocese de San Sebastián, assinaram um documento de apoio a José Antonio Pagola.
Em abril de 2013, foi publicada uma 10ª edição da obra controversa com algumas modificações aprovadas pela Congregação para a Doutrina da Fé.